# Rose Bud
Rose Bud é uma cidade  localizada no estado americano de Arkansas, no Condado de White.

## Demografia
Segundo o censo americano de 2000, a sua população era de 429 habitantes.
Em 2006, foi estimada uma população de 451, um aumento de 22 (5.1%).

## Geografia
De acordo com o United States Census Bureau, a localidade tem uma área de 15,2 km², sem área coberta por água. Rose Bud localiza-se a aproximadamente 222 m acima do nível do mar.

## Localidades na vizinhança
O diagrama seguinte representa as localidades num raio de 24 km ao redor de Rose Bud.